# جبال الشراة
جبال الشراة هي سلسلة الجبال التي تشمل القسم الغربي من محافظة معان ، الأردن. وتشكل جبال الشوبك والبتراء مركزها الرئيس، وتمتد من الشوبك إلى رأس النقب الواقع على بعد 38كم من معان وفي مصادر أخرى فإن جبال الشراة (وهذا أكثر ترجيحا في المراجع العلمية) تضم سلسلة الجبال الغربية لمنطقة شرقي الأردن، تبدأ من وادي الموجب غرباً وتنتهي إلى جبال الشوبك جنوبا، وتضم في ثناياها كل من محافظة الكرك، والطفيلة، والبترا ووادي موسى والشوبك، وعرفت هذه المنطفة في التوراة باسم جبال «سعير» ويرد هذا الاسم نحوا من (30) مرة في أسفار (التكوين، تثنية الاشتراع، يشوع).
تشير المراجع التاريخية أيضا إلى أن الحورويين هم أقدم الأقوام التي سكنت في جبال الشراة وأقامت فيها مملكة من النمط الذي كان منتشرا في تلك الحقبة التاريخية، ويعرف (سعيد الحوري) كمؤسس الأسرة الحاكمة آنذاك، ولم يجري تحديد عاصمة الحوريون مع الافتراض أن البتراء أو بصيرة كانت هي العاصمة. وفيما بعد حل الأدوميين في تلك المنطقة، وهم على الأغلب من الأقوام الكنعانية الذين بنوا حضارة قديمة في فلسطين وسيطروا على بلاد الشام حتى اليونان وغربا سيطروا على شمال افريقيا وهذه الاقوام تمازجت مع أعراق أخرى وكانت «بصيرة» عاصمة هؤلاء الأدوميين، وهي الآن قرية أثرية قرب مدينة الطفيلة.
حل الأنباط محل الأدوميين الكنعانيين وتمازجوا معهم أو بنوا حضارتهم على ما أسسه الأدوميين، وظلت جبال الشراة هي المجال الحيوي للأنباط وأصبحت البترا عاصمتهم.

## سلسلة جبال الشراة وجبال حسمى
تعرف سلسلة الجبال الواقعة في شمال محافظة معان «محافظة معان جنوب المملكة» باسم (جبال الشَّراة) وتمتد من (الشوبك) إلى (رأس النقب) الواقع على بعد 38كم من معان. ومن قممها (جبل مَبْرَك 1727م.) في الجنوب من وادي موسى (رأس ام لوزة 1674م.) (القليعة 1619م.) (جبل البطاح 1616م.) (جبل ام صوانة 1615م.) (جبل ام حيطان 1525م.) وغيرها.
وفي الجنوب من (جبال الشراة) تقع (جبال حِسْمَى) وتمتد حتى حدود الحجاز للشمال من (وادي القرى) «يقع وادي القرى بين الشام والمدينة المنورة، وبين (تيماء) و (خيبر). فتحه النبي عليه الصلاة والسلام عنوة سنة سبع من الهجرة ثم صالح أهله على الجزية. كانت تنزل قراه (جذام) و (لخم ) ثم (قضاعة) ثم (جهينة) و (عذرة) و (بلي). وقديماً كانت منازل ثمود والإنباط واللحيانيين  ثم إدرست أكثر هذه القرى. وتعتبر بلدة (البتراء) و (العلا) من أهم قراه» فيها (جبل رَم 1754م) أعلى قمة في المملكة الأردنية الهاشمية (جبل ام عشرين 1753م) (جبل رّمان 1404م) (جبل القناصية 1332م) (جبل أبو رشراشة 1134م) وغيرها.

## منطقة حِسمى
برية جميلة تتألف من جبال عالية رملية الصخور، ومن عدة أودية سحقية بجانب تلك الجبال العمودية الارتفاع. وهي تمتد في الشرق من طريق معان _العقبة التي تبدأ من مرتفعات (نقب اشتار) لتحط في تلك الوهدة السحيقة. ويتوالى امتدادها حتى تتصل بالأراضي السعودية قريباً من المدورة وإلى نقطة لاتبعد كثيراً عن جنوب العقبة.
يمتد وادي رم نحو أربعين كيلومتراً للشرق من العقبة وإلى الشمال قليلاً منها. وهو واد لامثيل له في الهيبة والجمال. وللغرب من وادي رم ترتفع صخور الجرانيت كما ترتفع الصخور الرملية في الشرق.